# アウディ・S6
アウディ・S6（Audi S6）は、ドイツの自動車メーカーであるアウディが製造するスポーツセダン/ワゴンである。

## 初代 C4（4A）系（1994年 - 1996年）
1994年、100が「A6」に名称を変更したのに伴い、従来の「S4」から改名される形で登場した。
230PSを発生する直列5気筒DOHC20バルブ 2.3Lターボを搭載。これに組み合わされるトランスミッションは、4速AT（本国には、5速MT仕様もあったが、日本にはない）。駆動方式はアウディ伝統のフルタイム4WD（クワトロ）である。
ベースのA6に対してデザイン変更は控えめとしているものの、30mmのワイドボディ&ワイドタイヤ+16インチホイールを装着し、専用スポーツサスでローダウンフォルム（全高55mmダウン）としている。
日本においては左ハンドルのみの販売であった。

## 2代目 C5（4B）系（2000年 - 2004年）
1997年にフルモデルチェンジしたA6（C5系）からやや遅れて、2000年にフルモデルチェンジし2代目が登場した。
2代目ではA6同様に、アッパーミドルレンジの実用的なテクノロジーを曲線基調の官能的なフォルムで包みこんだベースのデザインを活かしながらも、トレッドの拡大に伴うワイドフェンダーの装着、左右に振り分けられたマフラー位置の変更など、エレガントかつスポーティなスタイリッシュサルーンへと変貌を遂げた。
搭載エンジンは可変バルブ機構付きの4.2L V型8気筒DOHC40バルブ。340PS/7,000rpm・42.8kgm/3,400rpmのパワー&トルクを発生する。駆動方式はもちろんクワトロシステムのフルタイム4WD。ミッションはステアリングでもシフト操作が可能なティプトロニック機構付きの5ATが組み合わされる。サスペンションはフロント/4リンク、リヤ/ダブルウイッシュボーン式。
インテリアにはスポーツサルーンらしく、本革のレカロ製スポーツシートやステアリングが装着される。安全機能としてデュアル&ヘッドレベル&サイドエアバッグ、ESP、EBD付きABS、EDS、プリテンショナー&フォースリミッター付きシートベルトを標準装備。盗難防止装置にイモビライザーが設定される。
2002年にはさらなる高性能モデルとして、クワトロ社（現・アウディスポーツ）によるチューニングが施された「RS6」が追加された。
2003年9月のマイナーチェンジ時には、RS6と同デザインのリアスポイラーを装着し、ステアリングにパドルシフトスイッチが追加された。
初代同様、日本においては左ハンドルのみの販売であった。車両価格は、マイナーチェンジ前が880万円、マイナーチェンジ後は924万円まで値上げされている。

## 3代目 C6（4F）系（2006年 - 2011年）
2005年にフルモデルチェンジしたA6（C6系）から約1年遅れで登場。
エンジンは先代の4.2L V型8気筒から一新し、5.2L V型10気筒FSI（直噴）を搭載。本機は、上位モデルである新型S8に搭載されるユニットとほぼ同じもので、S6に合わせてチューニングをし、最高出力435PS/6,800rpm、最大トルク55.1kgm/3,000-4,000rpmを発生する。非対称/ダイナミックトルク配分の最新世代クワトロ・フルタイム4WDシステムと、ステアリングでもシフト操作が可能な6速AT（ティプトロニック）の組み合わせ。設定スポーツサスペンションに、5アームウイングデザイン19インチアルミホイール+265/35R19タイヤを装着。リヤビューカメラ付きAPS（アウディパーキングシステム）は、音とイラストによる警告に加えてMMI（マルチメディアインターフェイス）上に画像表示する。
日本ではこの世代からアバント（ステーションワゴン）の正規輸入が開始される（先代までは並行輸入のみ）とともに、右ハンドル仕様も追加された。価格はセダンが1,245万円、アバントが1,284万円。

## 4代目 C7（4G）系（2012年 - 2019年）
2011年に発表された新型A6（C7系）から約1年遅れて登場。ボディタイプは先代に引き続きセダンとアバントの2種類が設定される。エンジンには4.0LV型8気筒が搭載され、先代と比べて大幅にダウンサイジングされている。最高出力は309kW（420PS）、最大トルク55.0Nm/1,400-5,300rpmを発生させる。シリンダーオンデマンドと呼ばれる気筒休止システムを導入し、高速道路での走行時などで、気筒の半分を休止する機能を持っている。
日本仕様においては、右ハンドルが標準設定だが、オプションで左ハンドルの選択も可能である。

### 日本での販売
- 2012年8月27日 - セダン/アバントを同時に発表。
- 2013年7月 - ボディカラーを変更し、グレイシアホワイトメタリック、ブリリアントブラックが追加された。
- 2014年
  - 4月 - 消費税率改定に伴い、価格を改定。
  - 5月 - 限定車「サムライブルー11リミテッドエディション」を発表。
    - 同時に一部改良。ボディカラーはブリリアントブラック、エストリアルブルーパールエフェクトが廃止され、セパンブルーパールエフェクトが追加された。
- 2015年7月30日 - マイナーチェンジ。
  - 「マトリクスLEDヘッドライト」の採用や、意匠変更、ボディカラーの変更などを行った。ナビもオペレーターサービスやGoogleとの各種連係機能、Wi-Fiスポットなどの機能を備えたたAudi connectが全車標準装備となる。
- 2016年10月 - ボディカラーが変更され、ブリリアントブラック、ハバナブラックメタリックが廃止。ゴットランドグリーンメタリック、ムーンライトブルーメタリックが追加。
- 2018年1月 - 価格を改定。同時にボディカラーが変更され、ゴットランドグリーンメタリック、セパンブルーパールエフェクトが廃止。

### 日本で発売されていたモデル
マイナーチェンジ前
ベースグレード
V型8気筒 4.0L直噴ツインターボにS tronic（7速DCT）を組み合わせる。駆動方式は四輪駆動。
シート表皮は本革（バルコナ）。LEDヘッドライト、クルーズコントロール、MMI（マルチメディアインターフェイス）、BOSEサラウンドサウンドシステム、LEDインテリアアンビエンスライト、アウディプレセンス、4ゾーンデラックス オートエアコンディショナー（前後左右独立）、シートヒーター（フロント/リヤ）、アクティブノイズキャンセレーションなどが装備される。
ホイールは20インチアルミホイール。
サムライブルー11リミテッドエディション
1台のみの限定生産モデル。サムライブルーの日本代表ユニフォームをイメージしたエストリルブルーパールエフェクトのボディカラー・赤いラインとステッチを施した専用のシート（ナイトブルーのシートにクリムゾンレッドのステッチ）を設定。主に、パークアシストやサラウンドビューモニター、プレセンスパッケージ、オートマチックテールゲート（Avantのみ）を装備。
マイナーチェンジ後
ベースグレード
V型8気筒 4.0L直噴ツインターボにS tronic（7速DCT）を組み合わせる。駆動方式は四輪駆動。
シート表皮はバルコナレザー。マトリクスLEDヘッドライト、アシスタンスパッケージ、MMI（マルチメディアインターフェイス）、BOSEサラウンドサウンドシステム、LEDインテリアアンビエンスライト、アウディプレセンス、4ゾーンデラックス オートエアコンディショナー（前後左右独立）、シートヒーター（フロント/リヤ）、サンブラインド、オートマチックテールデート（Avantのみ）などが装備される。
ホイールは20インチアルミホイール。

## 5代目 C8（F2）系（2019年 - ）
2019年に発表された新型A6（C8系）から約1年半遅れて登場。ボディタイプは先代に引き続きセダンとアバントの2種類が設定される。最高出力450PS、最大トルクは600Nmを発揮する2.9 L V6ターボエンジンを新たに搭載。8速ティプトロニックトランスミッション、駆動方式はクワトロ（フルタイム4WD）。48Vマイルドハイブリッドを搭載している。
10.1インチと8.6インチの2つのタッチディスプレイを採用したMMIタッチレスポンスからなるインフォテイメントシステムや、アダプティブクルーズコントロール、アクティブレーンアシスト、トラフィックジャムアシストを統合したアダプティブドライビングアシスタントをはじめ、数々の先進運転支援システムを備えている。

### 日本での販売
- 2020年
  - 8月25日 - セダン/アバントを同時に発表。
  - 9月15日 - 発売。

### 日本で発売されているモデル
ベースグレード
V型6気筒 2.9L直噴エンジン＋ツインターボにティプトロニック（8速AT）を組み合わせる。駆動方式は四輪駆動。
シート表皮はバルコナレザー。マトリクスHDLEDヘッドライト、アダプティブドライブアシスト（アダプティブクルーズコントロール、アウディアクティブレーンアシスト、トラフィックジャムアシスト、ストップ&ゴー、ターンアシスト）、4ゾーンデラックスオートマチック エアコンディショナー（前後左右独立）、マルチカラーアンビエントライティング、Sスポーツシート、アダプティブエアサスペンション、パワークロージングドアなどが装備される。デコラティブパネルはマットブラッシュトアルミニウム。ホイールは20インチアルミホイール。

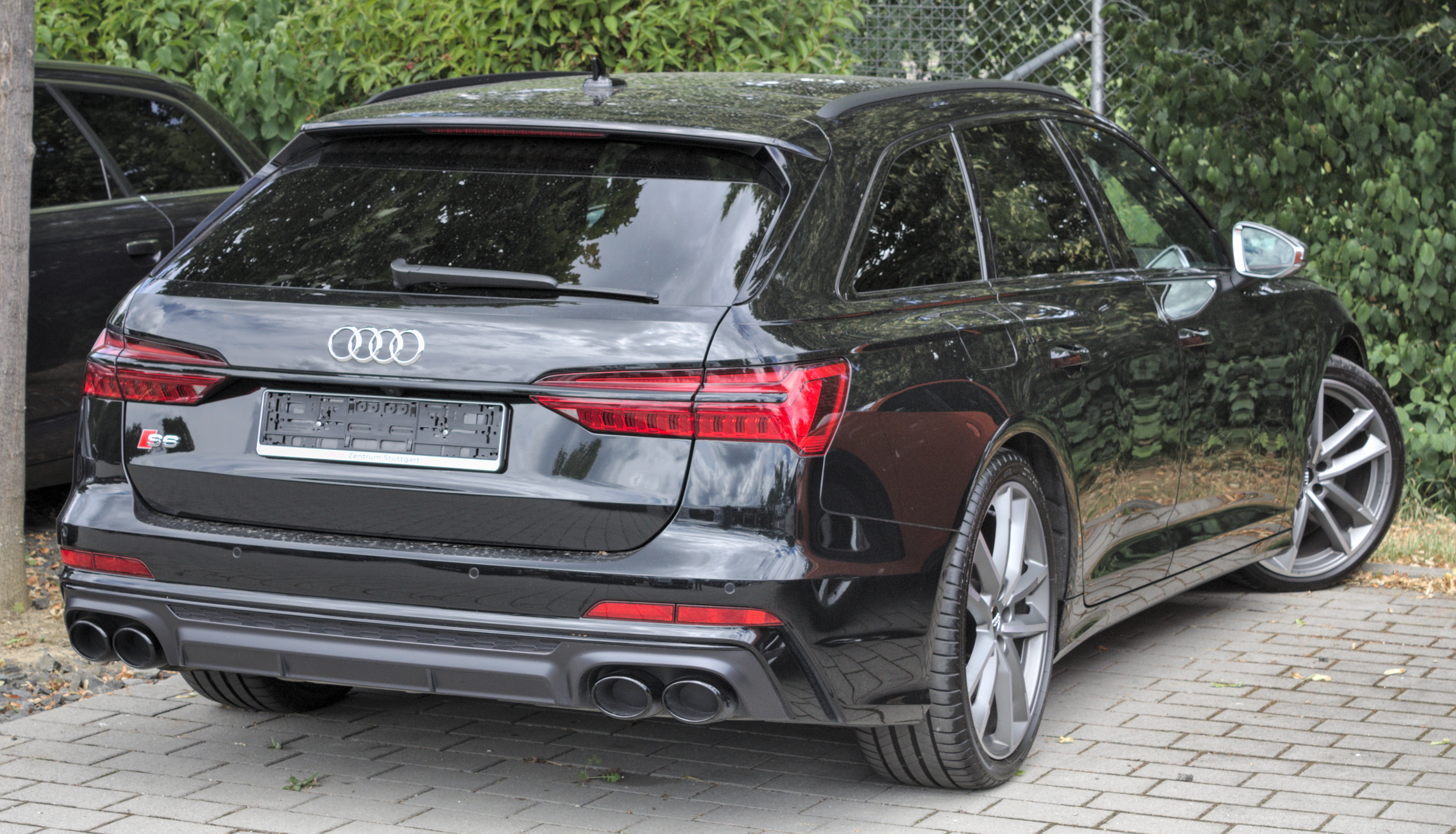
アバント リア